# 内山りゅう
内山 りゅう（うちやま りゅう、1962年8月1日 - ）は、日本の水中写真家であり、“水”に関わる生き物とその環境の撮影をライフワークとしている。とくに淡水に棲む生き物に力を入れており、その写真は様々な図鑑などで使われている。

## 経歴
1962年、東京都に生まれる。東海大学海洋学部水産学科卒業後、「生き物」に関わって生きていけるということで生物写真家の道へ。
1999年に和歌山県白浜町に移住し、水を取り巻く環境にカメラを向け、創作活動を続けている。
2018年、『さかなのたまご』で産経児童出版文化賞JR賞。

## 著作
- 「大山椒魚」（ビブロス）
- 「アユ 日本の美しい魚」（平凡社）
- 「美顔礼讃」（平凡社）
- 「生きものアート」シリーズ（ジュリアン）
- 「カエルデザイン・ケロコレ」（碧天舎）
- 「家にもクマノミ!」（碧天舎）
- 「REPTILES&AMPHIBIANS」（サンフランシスコ・クロニクル）

## テレビ出演
- 生きもの地球紀行（NHK総合）
- ダーウィンが来た! 〜生きもの新伝説〜（NHK総合）
- たけしの万物創世紀（朝日放送）
- 情熱大陸（毎日放送）
- 報道ステーション シリーズ淡水を歩く（テレビ朝日）
- NHKスペシャル「見えないものが見える川 ～奇跡の清流 銚子川～」（2018年11月11日、NHK総合）[2]